# Julius Glattfelder

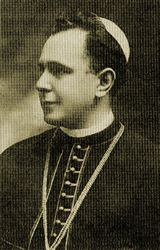
Julius Glattfelder

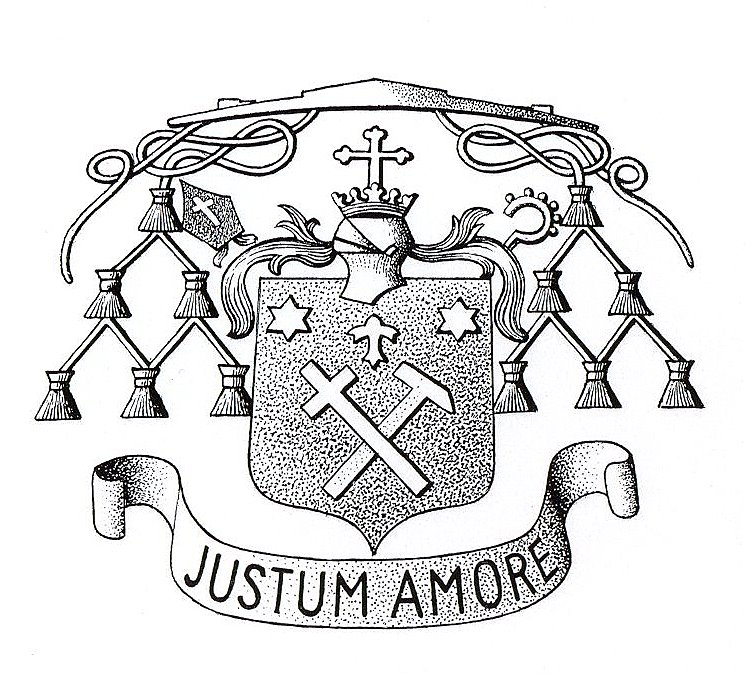
Wappen des Bischofs

Julius Glattfelder (* 18. März 1874 in Budapest, Ungarn; † 30. August 1943 in Szeged, Ungarn) war Bischof, Priestererzieher, Schriftsteller und Kirchenpolitiker.

## Leben

### In Temeswar
Julius Glattfelder wurde 1874 als Sohn eines deutschen Industriellen und einer magyarischen Mutter in Budapest geboren, wo er das Lyzeum absolvierte und Theologie studierte. 1896 empfing er die Priesterweihe.  Schon als junger Priester war er ein hervorragender Jugendseelsorger, Priestererzieher, Gründer des St.-Emmerich-Kollegs für Studenten, Redakteur der Zeitschrift Örökirnádás (Ewige Anbetung). 1904 wurde er geheimer Päpstlicher Kaplan ad hon. In dieser Zeit ließ er das Emericaneum erbauen und förderte die Herausgabe von theologischen Zeitschriften. 1909 wurde er Professor an der Katholischen Theologischen Fakultät der Universität Budapest und am 8. März 1911 zum Bischof des Csanáder Bistums geweiht. Die inthronisierung fand am 28. Mai 1911 im römisch-katholischen Dom in Timisoara statt. Auf die Initiative von Bischof Julius Glattfelder geht der Bau des neuen katholischen Priesterseminars in Timișoara zurück. Am 15. August 1920 beschloss er die Errichtung einer konfessionellen deutschen Lehrerbildungsanstalt in Timisoara. Der Unterricht begann am 3. November 1920 in der Tigergasse.
Das Ende des Ersten Weltkriegs brachte eine Dreiteilung des Csanáder Bistums mit sich. Durch die Dreiteilung des Banats ergab es sich, dass sich das Csanáder Bistum über 3 Länder erstreckte. 33 Pfarreien und die Stadt Szeged blieben bei Ungarn. In Szeged residierte ab 1923 auch der Csanáder Bischof. 64 Pfarreien mit dem Zentrum in Zrenjanin, wurden dem Serbischen Königreich einverleibt. Im Jahre 1988 entstand auf diesem Gebiet das Bistum Zrenjanin. Das größte Gebiet des ehemaligen Csanáder Bistums, 163 Pfarreien mit dem Zentrum in Timișoara, wurde dem Königreich Rumänien zugesprochen.

### In Szeged
Nachdem Bischof Julius Glattfelder 1922 in einem Hirtenbrief die Schul- und Agrarreform der rumänischen Regierung scharf kritisiert hatte, wurde er nach Ungarn abgeschoben. Am 17. Februar 1923 ernannte der Bukarester Apostolische Nuntius den Domherrn Augustin Pacha zum Apostolischen Administrator des in Rumänien verbliebenen Teils des Csanáder Bistums. Glattfelder nahm am 11. März 1923 mit einem feierlichen Hochamt Abschied von Timișoara. Er übersiedelte am 25. März 1923 von Timișoara nach Szeged, wo er über 20 Jahre lang als Bischof der ungarischen Restdiözese Csanád wirkte. Dort baute er aus der Restdiözese ein neues Bistum auf: Kathedrale, Priesterseminar, Bischofsresidenz und Pfarrorganisation.
Julius Glattfelder war auch Schriftsteller mit 228 Veröffentlichungen und 64 Hirtenbriefen. Desgleichen ein ausgezeichneter Prediger und Kirchenpolitiker. Glattfelder wurde 1927 Mitglied im Oberhaus des Ungarisches Parlaments. 1942 wurde er zum Erzbischof von Kalocsa ernannt, konnte jedoch sein Amt wegen Krankheit nicht mehr übernehmen.
Bischof Julius Glattfelder starb am 30. August 1943 in Szeged und wurde in der dortigen Kathedralkrypta beigesetzt. Die ungarische Restdiözese Csanád wurde 1982 in ein neues Bistum umgestaltet, das Bistum Szeged-Csanád.